# Kakrasaar
Kakrasaar est une île d'Estonie.

## Géographie
Elle est située à 4 km de Saare et constitue la pointe d'une longue bande sableuse. 